# Bremsknüppel
Den Bremsknüppel, auch Bremsprügel, benutzte man früher im Verschiebedienst zum Abbremsen von Eisenbahnwagen ohne Handbremsen. 
Der Bremsknüppel ist ein einfacher, runder, zwischen 1 und 1,5 Meter langer, an beiden Enden keilförmig zugeschnittener Knüppel.

## Anwendung
Der Bremsknüppel wurde zwischen Rad und Federgehänge oder Tragfeder so eingestemmt, dass er wie ein Bremsklotz wirkte.

## Quelle
- Enzyklopädie des Eisenbahnwesens, 1912, Seite 58